# 헤르만 바일
헤르만 클라우스 후고 바일(독일어: Hermann Klaus Hugo Weyl IPA: [ˈhɛʁman klaʊ̯s ˈhuːɡo vaɪl], 1885년 11월 9일 ~ 1955년 12월 8일)은 독일의 수학자다. 대부분의 수학자로서의 삶을 스위스 취리히와 미국 프린스턴에서 보냈으나, 다비트 힐베르트나 헤르만 민코프스키 등으로 유명한 괴팅겐 대학교 수학파의 전통을 마지막까지 간직한 사람으로 볼 수 있다. 컴팩트 위상군, 리 군론과 리 대수, 조화해석학 등에 업적이 있다. 수학과 수리 물리학에서는 게이지 이론을 창시하고 이후로도 큰 공헌을 했고 바일 페르미온을 제안했다. 명실상부하게 바일은 20세기 초반의 주요 수학자중 한 명이라고 할 수 있다.

## 생애
독일 함부르크 근처의 작은 마을인 엘름스호른(Elmshorn)에서 태어났다.
1904년부터 1908년까지 바일은 괴팅겐과 뮌헨에서 수학과 물리학을 공부하였고, 그 뒤 괴팅겐 대학교의 다비트 힐베르트의 지도 아래서 박사학위를 받았다. 그 뒤 몇 년을 수학과 물리학을 가르치다가, 취리히 연방공과대학교의 수학과 학과장 자리를 제안받고 취리히로 이사하였다. 그곳에서 바일은 알베르트 아인슈타인의 동료였다. 취리히에서 바일은 아인슈타인과 취리히 대학교의 물리학 교수였던 에르빈 슈뢰딩거를 처음 만났고, 이후 평생 동안 학문적으로 친한 친구로 남았다.
힐베르트가 괴팅겐 대학교에서 은퇴하자, 1930년 바일은 그곳에 자리를 제안받아 괴팅겐으로 돌아갔으나, 1933년에 나치 정권이 들어서자 독일을 떠나기로 결심하였다. 주된 이유는 그의 유대인인 부인 때문이었다. 괴팅겐을 떠나 아인슈타인과 같이 프린스턴 고등연구소에 자리를 잡았고 그곳에서 1951년에 은퇴할 때까지 살았다. 전후 은퇴하여 부인과 함께 취리히로 돌아가서 1955년에 사망하였다.

## 업적
1913년, 바일은 〈리만 곡면의 개념〉(독일어: Die Idee der Riemannschen Fläche)을 저술하였고, 여기서 리만 곡면을 점 집합 위상을 통해 더욱 정교하게 정의하였다. 또한 위상 수학을 리만 곡면에 도입하여, 이론을 더욱 더 수학적으로 확고하게 만들었다. 이 방식은 뒤에 다양체의 개념을 정의하는 데 큰 구실을 하게 된다.
1918년에는 공간, 시간, 물질(Raum, Zeit, Materie)이란 책에서 게이지 개념을 소개하였으며 이는 게이지 이론의 시작이라고 할 수 있다.
1923년에서 1938년 사이에 바일은 콤팩트 위상군에 대한 이론을 개발했는데, 특히 이 군의 행렬 표현론에 대한 연구를 발달시켰다. 특히 콤팩트 리 군에 대해서 바일은 페터-바일 정리와 바일 지표 공식(Weyl character formula)을 증명하였다. 이러한 업적은 양자역학에 큰 역할을 하였다.

## 참고 문헌

### 1차 문헌
- 1913. Idee der Riemannflāche, 2d 1955. The Concept of a Riemann Surface. Addison-Wesley.
- 1918. Das Kontinuum, trans. 1987 The Continuum : A Critical Examination of the Foundation of Analysis. ISBN 0-486-67982-9
- 1918. Raum, Zeit, Materie. 5 edns. to 1922 ed. with notes by Jūrgen Ehlers, 1980. trans. 4th edn. Henry Brose, 1922 Space Time Matter, Methuen, rept. 1952 Dover. ISBN 0-486-60267-2.
- 1923. Mathematische Analyse des Raumproblems.
- 1924. Was ist Materie?
- 1925. (publ. 1988 ed. K. Chandrasekharan) Riemann's Geometrische Idee.
- 1927. Philosophie der Mathematik und Naturwissenschaft, 2d edn. 1949. Philosophy of Mathematics and Natural Science. Princeton 0689702078
- 1928. Gruppentheorie und Quantenmechanik. transl. by H. P. Robertson, The Theory of Groups and Quantum Mechanics, 1931, rept. 1950 Dover. ISBN 0-486-60269-9
- 1929. "Elektron und Gravitation I", Zeitshrift Physik, 56, p330-352. - introduction of the vierbein into GR
- 1933. The Open World Yale, rept. 1989 Oxbow Press ISBN 0-918024-70-6
- 1934. Mind and Nature U. of Pennsylvania Press.
- 1934. "On generalized Riemann matrices," Ann. of Math. 35: 400–415.
- 1935. Elementary Theory of Invariants.
- 1939. Classical Groups: Their Invariants And Representations. Princeton. ISBN 0-691-05756-7
- 1940. Algebraic Theory of Numbers rept. 1998 Princeton U. Press. ISBN 0-691-05917-9
- 1952. Symmetry. Princeton University Press. ISBN 0-691-02374-3
- 1968. in K. Chandrasekharan ed, Gesammelte Abhandlungen. Vol IV. Springer.

### 2차 문헌
- ed. K. Chandrasekharan,Hermann Weyl, 1885-1985, Centenary lectures delivered by C. N. Yang, R. Penrose, A. Borel, at the ETH Zürich Springer-Verlag, Berlin, Heidelberg, New York, London, Paris, Tokyo - 1986, published for the Eidgenössische Technische Hochschule, Zürich.
- Deppert, Wolfgang et al., eds., Exact Sciences and their Philosophical Foundations. Vorträge des Internationalen Herman-Weyl-Kongresses, Kiel 1985, Bern; New York; Paris: Peter Lang 1988,
- Ivor Grattan-Guinness, 2000. The Search for Mathematical Roots 1870-1940. Princeton Uni. Press.
- Erhard Scholz; Robert Coleman; Herbert Korte; Hubert Goenner; Skuli Sigurdsson; Norbert Straumann eds. Hermann Weyl's Raum - Zeit - Materie and a General Introduction to his Scientific Work (Oberwolfach Seminars) (ISBN 3-7643-6476-9) Springer-Verlag New York, New York, N.Y.
- Thomas Hawkins, Emergence of the Theory of Lie Groups, New York: Springer, 2000.